# Tue-moi
Tue-moi (en alemán Töte mich, en castellano Mátame) es una co-producción cinematográfica alemana-franco-suiza dirigida por Emily Afet. Se trata de un drama realizado en los estudios de Niko Film y Wüste Film West, en coproducción con Cine-Sud Promotion, Hugo Film, WDR y ARTE Francesa Cinema. Se estrenó el 25 de abril de 2012 en Francia.

## Sinopsis
Adele, una muchacha de 15 años, que vivía junto a su familia en una granja de Alemania, cayó en una depresión después de haber perdido a su hermano en un accidente de tráfico. Por ello, comienza a no prestar atención a sus tareas domésticas y cada vez empieza a pensar más en el suicidio, lo que la lleva a considerar lanzarse a un precipicio como forma de suicidio. Un día, un asesino, llamado Timo, se escapa de la cárcel de la ciudad y encuentra un escondite en la casa de los padres de Adele. Al principio la secuestra y la amenaza para que ella le ayude a escapar de los policías, pero ella le ofreció su apoyo bajo una condición, que al final él la empuje de un precipicio. Después de haber quedado de acuerdo sobre ello, los dos intentan huir hacia Marsella, donde vivía el hermano de Timo. Una vez fuera de la ciudad natal de Adele, comienza un difícil y peligroso viaje por los bosques de Alemania, por la duna francesa y las colinas occitanas, seguidos por los policías y encontrando cobijo en los lugares más inesperados. Un viaje que les acercó a ambos. Al llegar a Marsella querían contactar con su hermano para que le diera 3000 € y así, pudiera dejar Europa e irse a África, donde se sintiera más seguro. Pero, la casa de su hermano se encontraba vigilada por la policía. Una vez dentro, Timo, amenazó con un cuchillo a su hermano para que le diera el dinero, este arrepentido por no haberlo ayudado en el juzgado, le ofrece 800 € y joyas de unos 3000 €. Al final, esta peculiar pareja queda unida y corren hacia el barco que les lleva a la libertad  y una nueva vida.

## Elenco
- María Victoria Drăguș,  es Adele
- Roeland Wiesnekker,  es Timo
- Wolfram Koch,  es  Julius
- Christine Citti,  es Claudine
- Jean,  es Jérôme Esposito
- Geno Lechner
- Thiemo Schwarz
- Matthias Breitenbach
- Mateo Wansing-Lorrio
- Norbert Rossa
- Christa Rockstroh
- Peter Harting
- Richard Vidal
- Kentaro Delajoie
- Ben Bacari[5]